# Хельга (фестиваль)
Хельга — фестиваль военно-исторической реконструкции раннего средневековья. Фестиваль Хельга проводится с 2010 года на родине княгини Ольги в посёлке Выбуты. Фестиваль Хельга посвящён воссозданию традиций, быта и духа раннего средневековья на территории Руси и Скандинавии.

## Описание фестиваля
Фестиваль военно-исторической реконструкции Хельга посвящён быту и традициям эпохи викингов. На фестивале производится реконструкция IX-XI веков на территории Скандинавии, Руси и близлежащих территорий. Основной целью фестиваля организаторы видят создание исторического «музея под открытым небом» и привлечение внимания общества к истории своей Родины. На фестивале собираются участники с различных регионов страны, а также представители других государств.

## Время проведения фестиваля
Фестиваль проводится в июле, в промежутке с 15 по 24 числа, в зависимости от выходных. Дата проведения фестиваля приурочена к празднованию дня города Пскова. В 2014 фестиваль проходил с 17 по 20 июля, открыт для посетителей фестиваль был в выходные дни 19 и 20 июля. в 2015 году фестиваль будет проходить с 16 по 19 июля.

## Место проведения фестиваля
Окрестности посёлка Выбуты (15 км от Пскова), Псковская область.

## Программа проведения фестиваля
На фестивале Хельга можно увидеть и принять участие в бугуртах, метательном многоборье, лучном турнире, различных мастер-классах, отведать блюда в средневековой таверне.